# Denis Lambin
Denis Lambin (latinizado como Dionysius Lambinus) (1520 - septiembre 1572) fue un erudito clásico francés.

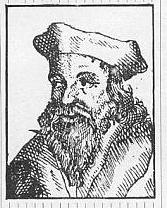
Dionysius Lambinus

## Biografía
Nació en Montreuil (Paso de Calais). Habiendo dedicado varios años a los estudios clásicos durante una estancia en Italia, fue invitado a París en 1550 para ocupar la cátedra de latín en el Collège de France, que poco después cambia por la de griego. Sus clases fueron interrumpidas con frecuencia por su mala salud y los disturbios religiosos de la época. Su muerte se dice que pudo haber sido causada por su temor de compartir el mismo destino que su amigo Pierre de la Ramée, que había sido asesinado en la masacre de San Bartolomé.

## Obras
Lambin fue uno de los más grandes eruditos de su época, y sus ediciones de autores clásicos siguen siendo útiles. Si bien era considerado conservador en la ecdótica, sus opositores lo acusaron de temeridad en las correcciones. Su principal defecto es que hacía referencia vagamente a los manuscritos originales sin especificar la fuente de sus lecturas, de modo que su importancia relativa no puede ser estimada. Pero sus comentarios, con su riqueza de ilustración y de pasajes paralelos, son una mina de información. En opinión de los mejores estudiosos, conservaba el más certero de los significados en sus anotaciones, a pesar de que sus propios compatriotas acuñaron la palabra lambiner para expresar remolón y difuso.
Sus ediciones principales son: Horacio (1561); Lucrecio (1564), de la que se ve un prefacio en la edición de Hugh Andrew Johnstone Munro; Cicerón (1566); Cornelio Nepote (1569); Demóstenes (1570), completando la obra inconclusa de Guillaume Morel, y Plauto (1576).